# Drie avonturen
Drie avonturen is een stripalbum van Agent 327, getekend door Martin Lodewijk, dat drie dossiers bevat: Waar twee ruilen, Rookbom en De rest van de wereld min één. Waar twee ruilen is voor het eerst verschenen als uitneembare bijlage van zestien bladzijden in stripweekblad Pep in 1972 (nr. 40). Rookbom en De rest van de wereld min één zijn voor het eerst verschenen in stripweekblad Eppo, respectievelijk in 1980 (nr. 7 t/m 10) en 1981 (nr. 40 t/m 49). Het album is het tiende deel van de Oberon/Eppo-reeks, in 1982 uitgegeven door Oberon. Wegens een verkeerde weergave van de kleuren werd de eerste druk afgekeurd en door de uitgever uit de handel genomen. Enkele honderden exemplaren zijn toch in omloop gekomen. Het is tevens het tiende deel van de nieuwe (op tekst bijgewerkte en opnieuw ingekleurde) reeks, in 2008 uitgegeven door Uitgeverij L.
Het verhaal De rest van de wereld min één is gebaseerd op de Duitse speelfilm Theo gegen den Rest der Welt van Mathias Seelig (scenario) en Peter F. Bringmann (regie).

## Inhoud

### Waar twee ruilen
In de werkkamer van de Amerikaanse president Mannix (verwijzing naar Richard Nixon) hangt het schilderij Portret van generaal Le Fayot (wellicht verwijzend naar Gilbert du Motier, Marquis de La Fayette), gemaakt door de schilder Jan Willem Pieneman, dat de president in 1947 kreeg van de Nederlandse regering. Dit schilderij is echter, en dat was als langer bekend bij de geheime dienst, een vervalsing gemaakt door meestervervalser Han Habraken (gepresenteerd als collega van Han van Meegeren). De Chef heeft echter ontdekt dat Kolonel Bauer tijdens de oorlog Habraken heeft gebruikt om een schilderij van Rembrandt van Rijn te verbergen onder een ander schilderij. Conclusie: Bauer heeft Habraken Portret van generaal Le Fayot laten schilderden over de Rembrandt en dat schilderij hangt dus in het Witte Huis. Agent 327 krijgt de opdracht om daar in te breken en het valse portret op het Rembrandt-doek weg te halen en het echte portret terug te hangen.
In Amerika is op dat moment ook Boris Kloris aan het werk om alle geheime militaire gegevens van het Pentagon het land uit te smokkelen. Tot grote woede van Kloris raken deze gegevens per toeval op het valse Portret van generaal Le Fayot dat op dat moment ter reparatie ligt bij een restaurator. Een agent van het Witte Huis, Mata Hair, komt het portret na restauratie halen en neemt zo de overgeschilderde Rembrandt met inmiddels ook de militaire gegevens, mee. Ook Boris laat nu een Portret van generaal Le Fayot schilderen om deze in het Witte Huis te verwisselen tegen de andere waar de staatsgeheimen op zitten; inmiddels zijn er dus drie portretten.
Met hulp van Agent 525 breekt 327 's nachts in, Boris Kloris is dan ook in het Witte Huis. Als Mata Hair wakker wordt, ontstaat er een chaos waarin alle drie de portretten een aantal keer door elkaar worden gehaald. Per toeval krijgt 327 de overgeschilderde Rembrandt (met militaire gegevens) in handen, krijgt Hair het origineel van Pieneman en verdwijnt Kloris weer met de door hem gemaakte vervalsing.

### Rookbom
Bij de Nederlandse Geheime Dienst is Agent X van de S.I.A. (Semi Intelligence Agency, een onderafdeling van de Amerikaanse inlichtingendienst C.I.A.) op bezoek. Agent X wil de uit Rusland gesmokkelde plannen van de Neutrale Bom naar Amerika brengen. De diefstal van de plannen, op microfilm verstopt in een sigaret, is echter vroegtijdig ontdekt en de KGB-agenten Slarottimoff en Witloff zitten de Amerikanen op de hielen. 327 moet de sigaret afleveren bij een Amerikaanse onderzeeër die bij de pier van Scheveningen zal opduiken. Als IJzerbroot na wilde achtervolgingen op de pier aankomt, steekt Agent X per abuis de sigaret met de plannen aan en vernietigt zo het geheim van de Neutrale Bom.

### De rest van de wereld min één
Agent 327 is naar Zwitserland gestuurd om daar een cassettebandje op te halen waarop alle namen en geheime bankrekeningnummers staan van bekende Nederlanders zoals Paul Poendrop en Victor Baarn. 327 heeft de cassette verstopt in een lading kantoormachines en vond een Nederlandse vrachtwagenchauffeur (Theo) bereid om deze lading naar Nederland te brengen. Op een onbewaakt ogenblik stelen twee Italianen de vrachtwagen en nemen deze mee naar Italië. 327 grijpt in, maar de boeven zijn toch in staat Agent 327 te overmeesteren. Agent 525, per toeval achter chauffeur Theo aan vanwege een geheel andere klus, vindt 327 en brengt hem op weg naar Milaan. Hier aangekomen stuit 327 op de vrachtwagen maar helaas is de cassette met bankgeheimen even daarvoor gestolen door een vluchtende Poendrop. De vrachtwagen wordt opnieuw gestolen, ditmaal voor richting Marseille. Poendrop weet te ontvluchten, maar blijkt de verkeerde cassette te hebben. Hij en Agent 327 hebben allebei in de verkeerde kist gezocht (66 in plaats van 99) en zo raken de geheimen verscheept van Marseille naar een onbekende plaats ergens in Noord-Afrika.